# 202P/Скотти
Комета Скотти 2 (202P/Scotti) — слабая короткопериодическая комета из семейства Юпитера, которая была обнаружена 14 декабря 2001 года американским астрономом Джеймс Скотти с помощью 0,9-метрового телескопа обсерватории Китт-Пик. Она была описана как диффузный объект 19,3 m звёздной величины с небольшой комой диаметром в 5” угловых секунд и коротким хвостом длиной в 0,4’ угловых минуты. В дальнейшем комету активно наблюдали при каждом её возвращении в 2009 и 2016 годах. Также эту комету наблюдали 8 января 1930 года, задолго до её официального открытия. Комета обладает сравнительно коротким периодом обращения вокруг Солнца — чуть более 7,3 года.

Орбита кометы Скотти 2 и её положение в Солнечной системе

### Сближения с планетами
В течение XX и XXI веков комета четырежды подходила к Юпитеру ближе, чем на 1 а. е. Из-за того, что афелий этой кометы располагается практически на орбите Юпитера, порой, эти сближения бывают очень тесными.
- 0,89 а. е. от Юпитера 12 мая 1909 года;
- 0,20 а. е. от Юпитера 4 февраля 1913 года;
- 0,67 а. е. от Юпитера 24 марта 1960 года;
- 0,68 а. е. от Юпитера 20 июля 2019 года.